# Octave de Gonzague
Pour les articles homonymes, voir Ottavio Gonzaga (homonymie).
Octave de Gonzague (en italien : Ottavio Gonzaga di Guastalla), né à Palerme le 10 mai 1543 et mort à Milan en avril 1583, est un noble italien, seigneur de Cercemaggiore à partir de 1559.

## Biographie
Octave est le huitième fils de Ferdinand Ier Gonzague, seigneur de Guastalla, et d'Isabelle de Capoue.
En 1548, il est envoyé en Espagne pour intégrer la cour de l'infant Don Carlos, fils de Philippe II. À la mort de son père, en 1557, Octave est pris en charge par le cardinal Hercule Gonzague.
En 1565, il épouse Isabella da Correggio, veuve de Giberto Pio (it) (?-1554), seigneur de Sassuolo, et fille du comte Manfredo (it) et de Lucrezia d'Este. Isabella meurt quelques années plus tard, sans donner de fils à Octave.
En 1575, il épouse en secondes noces Cécile de Médicis (1553-1616), fille d'Agosto II, marquis de Melegnano (1501-1570), de la famille des Medici di Melegnano (it).
Il se fait mercenaire en 1565 et prête secours aux Hospitaliers de l'île de Malte lors du Grand Siège par les Ottomans. Il se met ensuite au service du duc d'Albe et l'accompagne en Flandres, où il reçoit des missions diplomatiques. Envoyé en Espagne, il remplit diverses fonctions à la cour de Philippe II.
En 1571, il prend part à la bataille de Lépante aux côtés de Don Juan d'Autriche. Ses services sont tellement appréciés par le roi qu'il est promu au rang de colonel et est désigné conseiller de Don Juan, qu'il accompagnera dans chacune de ses expéditions.
Il devient membre du conseil du nouveau gouverneur général des Pays-Bas, et suit de près les victoires politiques et militaires pour le compte du duc Guillaume de Gonzague, Octave Farnèse et Alexandre Farnèse.
À la mort de Don Juan d'Autriche en 1578, le poste de gouverneur général des Pays-Bas est occupé par le prince de Parme. Avec la paix d'Arras, Octave est contraint de quitter les Pays-Bas ainsi que toutes les troupes espagnoles et italiennes. Après un bref séjour en Espagne, il s'établit définitivement à Milan, où il meurt en avril 1583.

## Famille

### Ascendance
Octave est le huitième enfant de Ferdinand Ier Gonzague, seigneur de Guastalla, et d'Isabelle de Capoue.

### Descendance
Octave et Cécile de Médicis ont deux fils :
- Hercule (it) (? – 1640), militaire ;
- Jean-Octave, qui épouse Antonia Carafa, qui lui donnera un fils, Octave (? – 1617).

Par ailleurs, on connaît d'Octave un enfant illégitime :
- Francesco, chevalier de l'Ordre de Malte.